# Poritiinae
Le Poritiinae Doherty, 1886, sono una sottofamiglia di farfalle della famiglia Lycaenidae.

## Alcune specie
- Citrinophila erastus Hewitson, 1866
- Citrinophila marginalis Kirby, 1887
- Cnodontes pallida Trimen, 1898
- Epitola posthumus Fabricius, 1793
- Falcuna orientalis Bethune-Baker, 1906
- Hewitsonia boisduvalii Hewitson, 1869
- Hewitsonia intermedia Joicey & Talbot, 1921
- Hewitsonia kirbyi Dewitz, 1879
- Larinopoda eurema Plötz, 1880
- Larinopoda lagyra Hewitson, 1866
- Larinopoda lircaea Hewitson, 1866
- Liptena homeyeri Dewitz, 1884
- Liptena undularis Hewitson, 1866
- Mimacraea krausei Dewitz, 1889
- Mimeresia libentina Hewitson, 1866
- Pentila abraxas Westwood, 1852
- Pentila inconspicua Druce, 1910
- Pentila pauli Staudinger, 1888
- Pentila tropicalis Boisduval, 1847
- Phytala elais Westwood, 1851
- Teriomima micra Grose-Smith, 1898